# Modiolastrum gilliesii
Modiolastrum gilliesii là một loài thực vật có hoa trong họ Cẩm quỳ. Loài này được (Steud.) Krapov. mô tả khoa học đầu tiên năm 1949.